# Centrorhynchus bramae
Centrorhynchus bramae är en hakmaskart som beskrevs av Rengaraju och Das 1980. Centrorhynchus bramae ingår i släktet Centrorhynchus och familjen Centrorhynchidae. Inga underarter finns listade i Catalogue of Life.